# Pedagogický leadership
Pedagogický leadership (v angličtině educational leadership, česky také pedagogické vedení školy) ve vzdělávání je proces, který spočívá v zapojení a vedení talentů a energie učitelů, žáků a rodičů k dosažení společných vzdělávacích cílů. Nejčastěji se používá v souvislosti s vymezením role a činnosti ředitele školy. Ředitel jako pedagogický lídr podporuje neustálé profesní učení ve škole a společně s ostatními se jej účastní, aktivně buduje kulturu podporující učení a rozumí výuce do té míry, že je schopen kontinuálně vyhodnocovat dopad manažerských rozhodnutí na učení dětí. Oblast pedagogického vedení je vnímána jako jedna z nejdůležitějších činností ředitele s výraznými dopady na kvalitu výuky a na vzdělávací výsledky školy. Tato činnost zahrnuje hospitace ve výuce, výuku žáků, mentorování učitelů, koordinaci a usměrňování jejich dalšího profesního vzdělání, koordinaci vzdělávacího obsahu, rozvoj vzdělávacích metod, využívání externích zdrojů atd.
Tento termín se ve Spojených státech často používá jako synonymum pro vedení školy (school leadership), který ovšem více akcentuje vedení školy jako materiální instituce, kdežto pojem pedagogický leadership akcentuje více školu jako proces vzdělávání a výchovy – jako instituci více než organizaci. Ve Velké Británii nahradil pedagogický leadership pojem management ve vzdělávání. Management ve vzdělávání se od původního pojetí správy školy (administration) postupně posouval k novému pojmu leadership, který akcentuje spíše důraz na vedení k dosahování sdílených vzdělávacích cílů.

## Pedagogický leadership a lepší vzdělávací výsledky dětí
Mezinárodní studie dokazují souvislost mezi pedagogickým leadershipem a lepšími vzdělávacími výsledky dětí v mateřských, základních i středních školách. Rozsáhlé výzkumy zjistily, že kvalita vedení školy je po výuce ve třídě druhým nejvýznamnějším faktorem ovlivňujícím učení žáků. Učení žáků vedení ovlivňuje svým působením na školskou organizaci a kulturu školy, jakož i na chování učitelů a postupy ve třídě. Mezinárodní výzkumy poskytují konzistentní důkazy, které prokazují potenciál a pozitivní i negativní dopady vedení – zejména vedení ze strany ředitele – na organizaci a kulturu školy a prostřednictvím toho na kvalitu výuky a učení a na výsledky žáků.
Šetření ČŠI potvrzují, že vysoká kvalita pedagogického vedení školy, kolektivní charakter pedagogického vedení školy (leadership ředitele školy i učitelů) a učitelé otevření vlastnímu profesnímu rozvoji patří ke znakům úspěšné školy: „Společným znakem většiny navštívených škol [je] výborný kolektiv zaměstnanců sdílejících stejné hodnoty, které jsou navíc tito zaměstnanci schopni komunikovat také vůči zákonným zástupcům žáků. Pedagogické vedení školy pak získává kolektivní charakter, když se netýká pouze osoby ředitele školy, ale také fungujícího a spolupracujícího týmu učitelů”. Zásadním předpokladem kvalitního vzdělávání jsou tedy profesionální učitelé a pedagogický leadership ředitele školy. Připravení a motivovaní učitelé mohou lépe uplatňovat moderní formy výuky a reagovat na společenské změny i globální trendy. Efektivní a úspěšné řízení školy výrazně ovlivňuje kvalitu vzdělávacího procesu. Tento přístup podporuje i studie Mudráka a Zábrodské, která ukázala, že kvalita vedení školy je jedním z nejvýznamnějších faktorů ovlivňujících pracovní spokojenost učitelů. Naopak nedostatečná podpora ze strany vedení je spojena s vyšší mírou vyhoření a nižší mírou profesního zaujetí.
Výzkumy M. Fullana a L. Darling-Hammond zdůrazňují, že ředitelé by měli být aktivními hybateli změn, prvními mezi učícími se a reflektivními praktiky. To znamená, že vedoucí školy by měli využívat efektivní nástroje rozvoje učitelů, jako je mentoring, společné stanovování výukových cílů, pozorování výuky, reflexe a zpětná vazba. Zároveň je klíčové, aby ředitelé podporovali kolegiální spolupráci a distribuované vedení, které zvyšuje zapojení učitelů do rozhodovacích procesů a posiluje jejich profesní kompetence. Studie Šalamounové v našem kontextu ukázala, že právě školy s kvalitním lídrem vybaveným silnou vizí se dokázaly lépe adaptovat na krizové podmínky výuky v době pandemie covid-19.

## Pedagogický leadership v praxi
V Souhrnné zprávě mapující pedagogické vedení ředitelů základních škol v ČR z roku 2015 je definováno osm okruhů činností, které pedagogické vedení školy systematicky naplňují konkrétním obsahem. Obdobně s okruhy v českém prostředí pracuje i studie IDEA. Systematicky se postavením ředitelů a náplní jejich práce zabývá také Václav Trojan, který mluví o třech základních směrech pedagogického vedení: vytyčování směru; rozvoji lidí; rozvoji spolupráce a participace na rozhodování.
Studie OECD Improving School Leadership hovoří o odpovědnostech pedagogického vedení školy: o podpoře, evaluaci a rozvoji kvality učitelů (koordinace kurikula a vyučování, monitoring a evaluace práce učitelů, podpora profesního rozvoje, podpora spolupráce a kultury učení apod.), o podpoře rozvoje studentů a naplňování jejich potenciálu (nastavování cílů školy ve vztahu k výsledkům vzdělávání žáků, měření pokroku, práce s daty, individualizace apod.), o strategickém využívání zdrojů pro pedagogické účely a o síťování školy, rozvoji školní komunity a podpoře dále poskytované za hranice školy do vytvářených sítí.

### Osm okruhů činností definujících pedagogické vedení školy podle České školní inspekce
1. Sdílení vize: Zahrnuje určování dlouhodobého směřování školy, formulování cílů školy a jejich vysvětlování. Součástí je získávání lidí pro společnou vizi i její implementace.
2. Spolupráce s rodiči: Aktivity zaměřené na zapojení lidí v okolí do fungování školy. Seznamování rodičů s vizí školy, hodnocením školy apod.
3. Podpora profesního rozvoje: Zahrnuje činnosti spojené s aktivní podporou dospělých ve škole k organizačnímu učení a profesnímu růstu. Jde především o vytváření podmínek pro interní i externí profesní rozvoj ve škole.
4. Monitorování vzdělávacích výsledků žáků: Jde o činnosti spojené zejména s analýzou vzdělávacích výsledků žáků školy a jejich využitím při rozvoji školy.
5. Zájem o žáky: Sada aktivit souvisejících se zjišťováním potřeb žáků z hlediska výchovy a vzdělávání. Součástí je podpora žáků při jejich zapojování do chodu školy.
6. Rozvoj kurikula: Plánování, organizace a evaluace vzdělávacího programu školy.
7. Stimulující klima: Zahrnuje činnosti spojené s monitorováním a zkvalitňováním personálních vztahů a procesů ve škole.
8. Naplňování potřeb učitelů: Aktivity zaměřené na vytváření prostoru pro poznávání potřeb zaměstnanců školy, zejména učitelů.[19]

## Pedagogický leadership u českých ředitelů
Ačkoli pedagogický leadership hraje klíčovou roli v utváření kvalitní školy, role pedagogického lídra je u českých ředitelů často upozaděna. Čeští ředitelé oproti svým kolegům v Evropě pociťují, že nemají možnost se dostatečně pedagogickému leadershipu věnovat a také že nejsou v této oblasti dostatečně vzděláváni.
Ředitelé sami považují nedostatek času pro pedagogické vedení za jednu z největších překážek pro poskytování kvalitní výuky ve škole. Až 80 % ředitelů uvedlo ve studii Učitele naživo, že by chtěli více času věnovat pedagogickému vedení a osobnímu rozvoji, avšak jejich reálné pracovní povinnosti jim to neumožňují. Ze studie vyplývá, že navzdory silné motivaci působit jako pedagogičtí lídři, ředitelé věnují více než čtvrtinu svého času (27,4 %) administrativním a ekonomickým činnostem, přičemž 72 % ředitelů by tento podíl chtělo snížit. Nejvíce času jim zabírají administrativní úkony a schůzky.
Mezinárodní šetření TALIS ukazuje, že čeští ředitelé věnují pedagogickému vedení pouze 22 % svého času, zatímco administrativním úkolům až 40 %. Tento podíl je v mezinárodním srovnání neobvykle vysoký a brání ředitelům ve strategickém rozvoji škol (TALIS, 2018). Analýza VŠE konstatuje, že se ředitelé věnují deseti vybraným nepedagogickým agendám v průměru 30 pracovních hodin týdně. Výzkum Jihočeské univerzity konstatuje, že spektrum činností, jež jsou vyžadovány po osobách ve vedoucích pozicích škol a školských zařízení, je takřka neslučitelné s jejich kvalitním výkonem.
Vysoká míra administrativy je také podstatným faktorem, proč se na otevřené ředitelské pozice v Česku hlásí málo kandidátů; více než poloviny konkurzů na ředitele se účastní jen 1 kandidát, což omezuje možnost výběru kvalitních kandidátů pro vedení škol. Zatížení práce ředitele administrativou vnímá jako velký a odrazující problém 74 % učitelů a administrativa je tak hlavní bariérou, proč se o post ředitele učitelé neucházejí.
Pokud by si sami čeští ředitelé vybírali mezi rolí pedagogického ředitele a provozního ředitele (tedy ředitele, který se zabývá především správou školy, tj. účetnictvím, správou budov školy apod.), více než čtyři pětiny oslovených ředitelů by zvolilo roli ředitele pedagogického.

### Systém podpory a vedení ředitelů škol
Jak ilustrují data výše, ředitelé škol v České republice hrají klíčovou roli při zajišťování kvality vzdělávání, bohužel ovšem ruku v ruce s tím nepřichází systematická a komplexní podpora. 
Změna nastala na jaře 2025, kdy MŠMT, NPI ČR, ČŠI a zástupci ředitelských a zřizovatelských asociací představili a přihlásili se k implementaci Systém podpory a vedení ředitelů, na němž více než rok pracovala expertní skupina na MŠMT vedená náměstkem Jiřím Nantlem. V jádru tohoto systému je ředitel jako pedagogický lídr.
Hlavním úkolem skupiny bylo: „Zformulovat vizi Systému podpory a vedení škol (kariérní systém), který pomůže ředitelům škol zlepšovat vzdělávací výsledky, wellbeing žáků, snižovat nerovnosti ve vzdělávání, a naplnit tak cíle Strategie 2030+.“
Podpora ředitelů se díky tomu stala klíčovou součástí Strategie 2030+ a Dlouhodobého záměru vzdělávání a rozvoje vzdělávací soustavy České republiky 2023 – 2027. Oba výstupy skupiny jsou zveřejněny na webu MŠMT a zároveň je zde k dispozici memorandum, k němuž se mohou připojit další aktéři ve vzdělávání, kteří by rádi přispěli k implementaci navržených opatření.

## Vzdělávání v pedagogickém leadershipu v Česku a v zahraničí
Ředitelem školy v Česku může být osoba, která splňuje nezbytné předpoklady pro výkon činnosti pedagogického pracovníka, jako je trestní bezúhonnost, má požadovanou praxi ve výkonu přímé pedagogické činnosti (3-5 let) a nejpozději do 3 let ode dne, kdy začala vykonávat funkci ředitele školy, absolvuje studium pro ředitele škol v rámci DVPP. Zdatnost kandidáta v pedagogickém vedení školy a týmu učitelů v podmínkách zohledněna není.
Kvalifikační studium pro ředitele škol a školských zařízení vychází z 5 základních oblastí určených Standardy pro udělování akreditací DVPP: I. Základní právní předpisy a jejich aplikace ve školství (30 hodin), II. Pracovní právo (25 hodin), III. Financování školy (25 hodin), IV. Organizace školy a pedagogického procesu (20 hodin), V. Praxe ve škole (obvykle cca 15 hodin). Hodinová dotace v modulech může být variabilní, avšak nesmí klesnout v jednotlivém modulu pod 20 hodin. V současné chvíli je tedy kvalifikační studium zaměřeno především na znalosti v oblasti práva a financí a samotnému pedagogickému vedení školy se věnuje jen okrajově nebo vůbec.
Nejblíže je pedagogickému leadershipu Modul IV. – Organizace školy a pedagogického procesu. Nicméně jeho kapitoly se věnují především formální stránce řízení školy: Schváleným vzdělávacím programům, Základní pedagogické dokumentaci, Bezpečnosti a ochraně zdraví při výchově a vzdělávání a úrazům dětí, žáků a studentů apod. Ani tento modul tedy dovednosti účastníků v oblasti pedagogického leadershipu nerozvíjí.
I na české scéně nicméně přibývají studia a programy, ve kterých hraje pedagogický leadership hlavní roli. V roce 2022 zahájil NPI ČR kvalifikační studium Lídr školy, které účastníkům umožňuje si osvojit nezbytné znalosti v oblasti legislativy a finančního řízení, ale akcentuje následující oblasti: pedagogický leadership, profesní rozvoj ředitele, moderní trendy ve vzdělávání a řízení škol a vedení, komunikaci, rozhodování, motivaci a týmovou spolupráci a další. Kurzy zaměřené na pedagogický leadership dále nabízejí některá krajská vzdělávací zařízení, několik nestátních neziskových organizací a obchodních společností působících na poli vzdělávání.
Inspiraci pro český kontext je možné hledat v zahraničí. Většina zahraničních programů, které připravují zájemce na funkci ředitele školy, trvá 1-2 roky a jsou výrazně intenzivnější. Především se pak zaměřují na témata primárně spojená s prací s vizí pro školu, s prací s učiteli a se zvyšováním kvality výuky. Například Principal's Qualification Program (PQP) z kanadského Ontaria, který je příkladem dobré praxe, má 250 hodin a soustředí se na budování vize, cílů, strategií a vztahů a na rozvoj pedagogického sboru, zkvalitňování vzdělávacího programu, budování zodpovědnosti a rozvoj organizace.